# فاكوندو سيلفارا
فاكوندو سيلفارا (بالإسبانية: Facundo Silvera)‏ هو لاعب كرة قدم أوروغواياني، ولد في 18 نوفمبر 2001 في كانلونيس في الأوروغواي.

## وصلات خارجية
- فاكوندو سيلفارا على موقع قاعدة بيانات كرة القدم.إي يو (الإنجليزية)
- فاكوندو سيلفارا على موقع Soccerway.com (الإنجليزية)
- فاكوندو سيلفارا على موقع عالم كرة القدم.نت (الإنجليزية)